# Mörk buskblomfluga
Mörk buskblomfluga (Parasyrphus lineolus) är en tvåvingeart som först beskrevs av Zetterstedt 1843.  Mörk buskblomfluga ingår i släktet buskblomflugor, och familjen blomflugor. Arten är reproducerande i Sverige.

## Bildgalleri

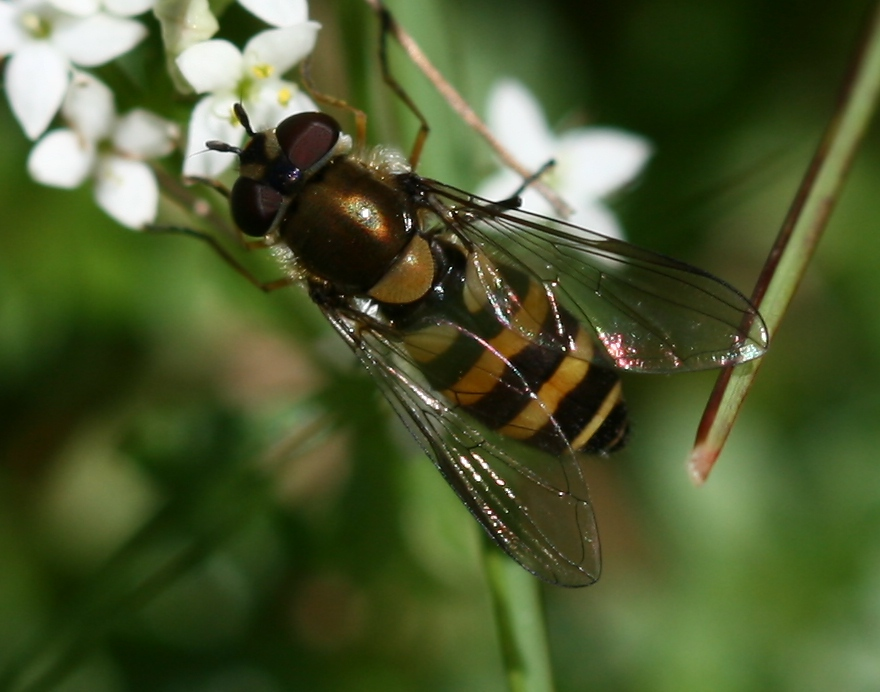
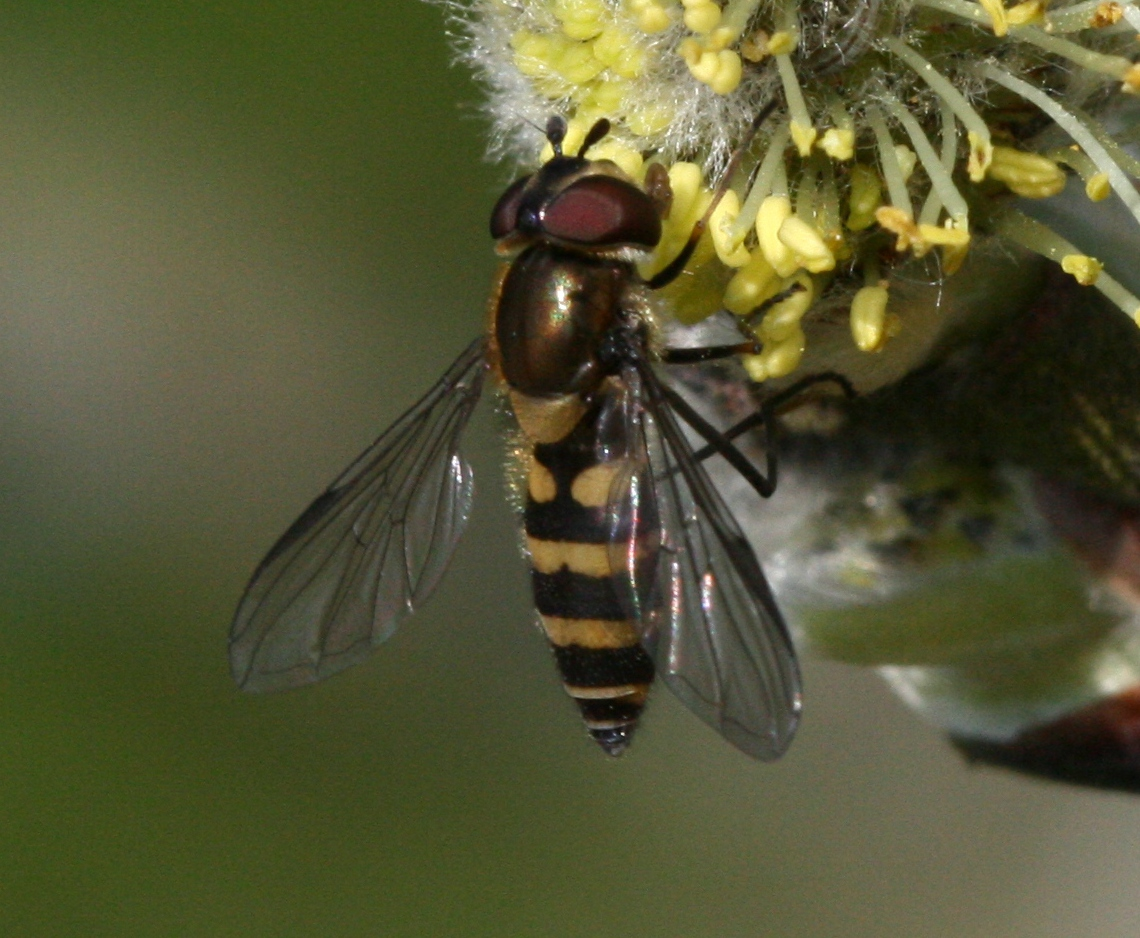
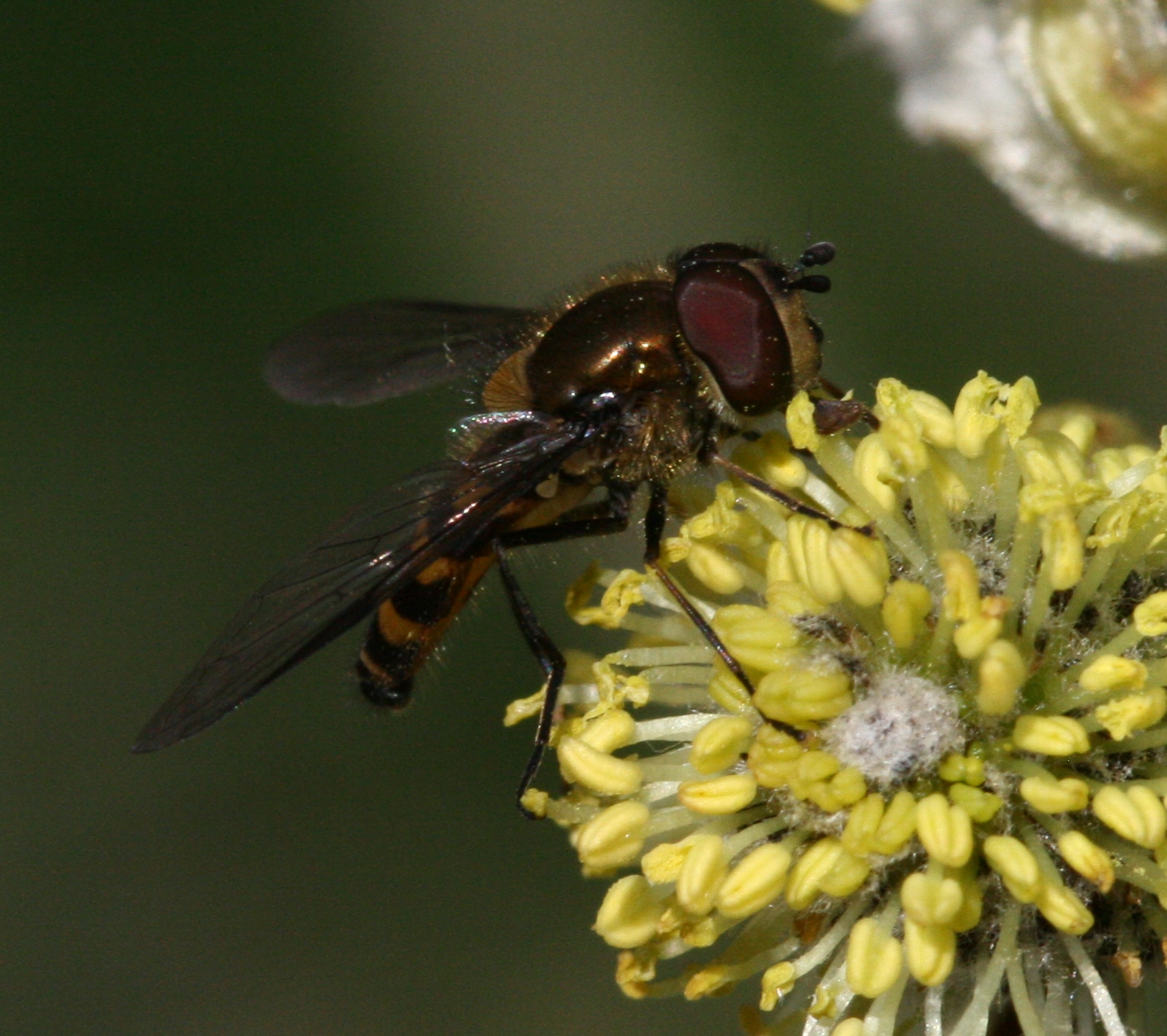